# 11月9日
11月9日（じゅういちがつここのか）は、グレゴリオ暦で年始から313日目（閏年では314日目）にあたり、年末まであと52日ある。

## できごと
- 1180年（治承4年10月20日）- 治承・寿永の乱: 富士川の戦い。
- 1494年 - メディチ家がフィレンツェから追放される。
- 1799年（フランス革命暦ブリュメール18日） - フランス革命: ブリュメールのクーデタ。ナポレオンが軍事クーデターを起こし総裁政府を倒す。フランス革命が終焉。
- 1867年（慶応3年10月14日） - 徳川慶喜が二条城で大政奉還を宣言。
- 1888年 - 切り裂きジャックが売春婦のメアリー・ジェイン・ケリーを殺害。確実に切り裂きジャックの犯行とされる最後の事件。
- 1907年 - 世界最大のダイヤモンド原石「カリナン」がイギリス国王エドワード7世に贈られる。
- 1918年 - ドイツ革命: 皇帝ヴィルヘルム2世が退位（ドイツ語版、英語版）しオランダに亡命。社会民主党のフィリップ・シャイデマンが共和政の樹立を宣言。
- 1919年-アメリカでアニメキャラクター「フィリックス・ザ・キャット」が初登場した短編映画「Feline Follies」公開。
- 1923年 - ミュンヘン一揆が鎮圧。
- 1925年 - ナチス親衛隊 (SS) が発足。
- 1930年 - 京阪電気鉄道京津線の大谷駅から電車が暴走して大破。労働組合員らが乗員乗客らを脅して下車させて起こした事件[1]。
- 1935年 - 上海で中山水兵射殺事件。
- 1935年 - アメリカ産業別労働組合会議（英語版）(CIO)設立。
- 1938年 - 水晶の夜（クリスタルナハト）。この日の夜から翌日未明にかけてドイツ各地でユダヤ人に対する襲撃が行われる。
- 1945年 - 旧立憲政友会を中心に日本自由党を結成。
- 1953年 - カンボジアがフランスから独立。
- 1954年 - 警視庁が御徒町の親善マーケットを一斉摘発。ヒロポンの密造、使用違反で2900人を検挙[2]。
- 1960年 - フォード・モーターの社長に、初めてフォード家以外の人物であるロバート・マクナマラが就任。
- 1962年 - 廖承志と高碕達之助が「日中長期総合貿易に関する覚書」（LT貿易覚書）に調印。
- 1963年 - 三井三池三川炭鉱炭じん爆発。死者458人。
- 1963年 - 鶴見事故。横浜市鶴見区の東海道貨物線で貨物列車が脱線。東海道線上下線の旅客列車の多重衝突事故を引き起こし、死者161人。本事故と上記の事故は同日に発生し、両事故とも多数の犠牲者を出したことから、「血塗られた土曜日」「魔の土曜日」とも呼ばれた。
- 1964年 - 池田勇人首相が病気により辞任。第1次佐藤榮作内閣が発足し池田内閣の全閣僚を再任。
- 1965年 - 1965年北アメリカ大停電。
- 1967年 - NASAのサターンVロケットの初の発射実験として無人宇宙機「アポロ4号」が打ち上げ。
- 1967年 - 武満徹作曲の『ノヴェンバー・ステップス』がニューヨークで初演。
- 1967年 - 米軍が押収していた原爆記録映画が22年ぶりに日本に返還。
- 1974年 - 東京湾でLPG・石油タンカー「第十雄洋丸」が衝突炎上事故を起こす。（第十雄洋丸事件）
- 1985年 - 22歳のガルリ・カスパロフがアナトリー・カルポフを破り、史上最年少のチェスの世界チャンピオンとなる。
- 1987年 - 東京ドーム建設のため、後楽園球場の解体を開始。
- 1989年 - ベルリンの壁崩壊: 西ベルリンへの国境検問所が開放される。
- 1989年 - 鄧小平が、最後のポストである中国共産党中央軍事委員会主席から引退。
- 1994年 - ドイツ・ダルムシュタットの重イオン研究所で110番原子ダームスタチウムが発見される。
- 2000年 - アメリカ合衆国ワシントンD.C.において、『全米日系米国人記念碑』の除幕式が執り行われる。
- 2004年 - Firefox 1.0リリース。
- 2005年 - 欧州宇宙機関 (ESA) の金星探査機「ビーナス・エクスプレス」が打ち上げ[3]。

## 誕生日

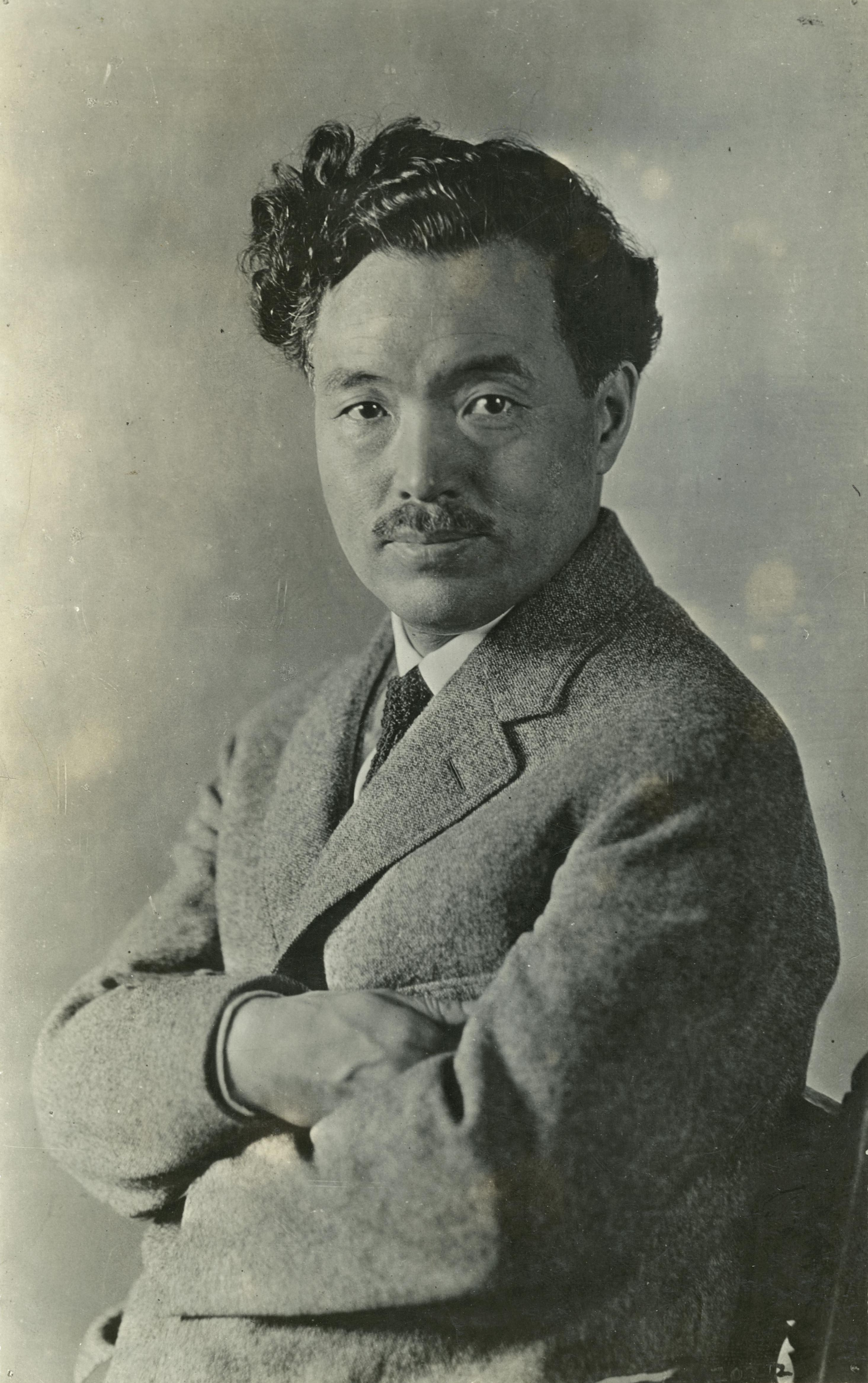
細菌学者野口英世(1876-1928)誕生。北里柴三郎のもとで細菌学の研究に入る。1900年に渡米、ヘビ毒を研究。1904年、ロックフェラー研究所に入所し、梅毒病原体の純粋培養に成功。アフリカで黄熱病の研究中に感染し、アクラで死去した。

- 1731年 - ベンジャミン・バネカー、天文学者（+ 1806年）
- 1818年 - イワン・ツルゲーネフ、小説家（+ 1883年）
- 1840年‐黑田清隆、第2代内閣総理大臣（+1900年）
- 1841年 - エドワード7世、イギリス王（+ 1910年）
- 1864年 - ポール・セリュジエ、画家（+ 1927年）
- 1876年 - 野口英世、細菌学者（+ 1928年）
- 1877年 - ムハンマド・イクバール、詩人、哲学者、政治家（+ 1938年）
- 1883年 - 伊勢ノ濱慶太郎、大相撲力士（+ 1928年）
- 1883年 - チャールズ・デムス、画家（+ 1935年）
- 1921年 - ピエレット・アラリー、コロラトゥーラ歌手（+ 2011年）
- 1922年 - 若葉山貞雄、大相撲力士、年寄12代錣山（+ 2001年）
- 1922年 - 高村章子、声優（+ 2012年）
- 1924年 - ロバート・フランク、写真家（+ 2019年）
- 1929年 - 花村えい子、漫画家（+ 2020年）
- 1930年 - イヴァン・モラヴェッツ、ピアニスト（+ 2015年）
- 1931年 - 白石一郎、作家（+ 2004年）
- 1931年 - 山内久司、朝日放送テレビプロデューサー（+ 2014年）
- 1931年 - ホワイティ・ハーゾグ 、元プロ野球選手 、監督（+ 2024年）
- 1933年 - 高見澤宏、歌手（ダークダックス）（+ 2011年）
- 1933年 - ペギー葉山、歌手（+ 2017年）
- 1934年 - カール・セーガン、天文学者、作家（+ 1996年）
- 1934年 - ロナルド・ハーウッド、脚本家（+ 2020年）
- 1934年 - 杉尾富美雄、プロ野球選手（+ 2002年）
- 1935年 - ボブ・ギブソン、元プロ野球選手（+ 2020年）
- 1935年 - 清水嘉与子、政治家
- 1936年 - ミハイル・タリ、第10代チェスの公式世界チャンピオン（+ 1992年）
- 1936年 - マリー・トラヴァース、ミュージシャン（ピーター・ポール&マリー）（+ 2009年）
- 1937年 - 牧野宏、プロ野球選手（+ 1994年）
- 1939年 - 佐川満男、俳優（+ 2024年）
- 1939年 - アラン・ジレッティ、フィギュアスケート選手
- 1940年 - 正司敏江、漫才師（+ 2021年）
- 1945年 - 後原富、元プロ野球選手、高校野球指導者（+ 2023年）
- 1946年 - 加藤俊三、アニメーションプロデューサー
- 1947年 - ルイス・フェリペ・スコラーリ 、元サッカー選手 、指導者
- 1948年 - 門野利治、元プロ野球選手
- 1950年 - 梅沢富美男、俳優
- 1952年 - ジャック・W・ショスタク、生物学者
- 1952年 - ジム・リグルマン、元プロ野球選手、監督
- 1954年 - 亀山助清、声優（+ 2013年）
- 1955年 - 朝田のぼる、歌手
- 1955年 - 遥くらら、女優
- 1955年 - 平田恒雄、プロ野球選手（+ 2016年）
- 1957年 - 宮本尊義、元プロ野球選手
- 1957年 - テディ・ヒゲーラ、元プロ野球選手
- 1959年 - 長島哲郎、元プロ野球選手
- 1960年 - 石田えり、女優
- 1960年 - 徐河辰、小説家
- 1961年 - 坂本佳一、野球選手
- 1961年 - 遠藤司、元陸上競技選手
- 1962年 - 高倉あつこ、漫画家
- 1962年 - ディオン・ジェームズ、元プロ野球選手
- 1962年 - 世耕弘成、政治家
- 1964年 - 西條奈加、小説家
- 1965年 - 旭里憲治、大相撲力士、年寄15代中川
- 1965年 - 安達香代子、女優
- 1967年 - 森山佳郎 、元サッカー選手、指導者
- 1969年 - 小嶋敬二、競輪選手、自転車競技選手
- 1970年 - クリス・ジェリコ、プロレスラー
- 1970年 - 斉藤陽一郎、俳優
- 1971年 - デビッド・デュバル、プロゴルファー
- 1971年 - ジョナサン・ナナリー、元プロ野球選手
- 1971年 - クリスチャン・スタディール、実業家
- 1971年 - 坂本一、声優
- 1972年 - 進藤尚美、声優
- 1973年 - ニック・ラシェイ、歌手
- 1973年 - 上田浩二郎、お笑い芸人（Hi-Hi）
- 1974年 - アレッサンドロ・デル・ピエロ、サッカー選手
- 1974年 - 加瀬亮、俳優
- 1974年 - TOSHI-LOW、ミュージシャン（BRAHMAN）
- 1976年 - 栃東大裕、大相撲力士、年寄14代玉ノ井
- 1978年 - ジェイソン・スタンリッジ、元プロ野球選手
- 1979年 - 庄田隆弘、元プロ野球選手
- 1979年 - アダム・ダン、元プロ野球選手
- 1979年 - 三宅梢子、タレント
- 1979年 - 福田恵悟、お笑いタレント（LLR）
- 1980年 - 鬼崎智史、野球選手
- 1981年 - 田淵裕章、フジテレビアナウンサー
- 1981年 - 大口兼悟、俳優
- 1982年 - アンディ・サワー、シュートボクサー
- 1982年 - 山田雅人、ミュージシャン（シュノーケル）
- 1982年 - エミリー・ヌッシーア、フィギュアスケート選手
- 1982年 - 小笠原大晃、俳優、空手家、YouTuber
- 1982年 - 志村亜貴子、野球選手
- 1982年 - 菊池こころ、声優
- 1982年 - こじま観光、お笑い芸人
- 1983年 - 松陰寺太勇、お笑いタレント（ぺこぱ）
- 1983年 - 宮島咲良、モデル、フリーアナウンサー、タレント、歌手
- 1983年 - YU、歌手（D-51）
- 1983年 - トニー・バーネット、元プロ野球選手
- 1984年 - えなりかずき、タレント
- 1984年 - 尾崎世界観、ミュージシャン（クリープハイプ）
- 1984年 - 城田純、デザイナー、モデル、歌手
- 1984年 - ジョエル・ズマヤ、元プロ野球選手
- 1984年 - SE7EN、歌手
- 1984年 - ク・ヘソン、女優
- 1984年 - デルタ・グッドレム、シンガー・ソングライター、ピアニスト、女優
- 1985年 - 大島洋平、プロ野球選手
- 1985年 - 福島彩乃、アナウンサー
- 1985年 - 紘毅、シンガーソングライター
- 1986年 - アンドリュー・キャッシュナー、プロ野球選手
- 1987年 - 村田綾、女優、アイドル
- 1987年 - 林明寛、俳優
- 1988年 - 草場恵、元グラビアアイドル
- 1989年 - 宇田川ひとみ、グラビアアイドル
- 1989年 - 上川大樹、柔道家
- 1990年 - ノサ・イギエボー、サッカー選手
- 1990年 - 沈建宏、歌手
- 1990年 - エラッジ・バルデ、フィギュアスケート選手
- 1990年 - 関口舞、実業家
- 1991年 - 碧みさき、アイドル（元JK21）
- 1991年 - 宮田麻里乃、ミス日本グランプリ
- 1992年 - グレッグ・バード、プロ野球選手
- 1992年 - 大坂谷啓生、元プロ野球選手
- 1992年 - 酒井宣福、サッカー選手
- 1992年 - 生越千晴、女優
- 1993年 - 江原美優、女優、ファッションモデル
- 1994年 - 近本光司、プロ野球選手
- 1995年 - 杉原千尋、フジテレビアナウンサー
- 1996年 - モモ、アイドル（TWICE）
- 1996年 - 佐藤朱、東北放送アナウンサー、元アイドル（元AKB48）
- 1996年 - 長島弘宜、元俳優
- 1997年 - 野元空、女優、歌手（元フェアリーズ）
- 1997年 - 柏田樹、バレーボール選手
- 1997年 - 東野絢香、女優
- 1998年 - 佐藤麗奈、タレント、アイドル（マジカル・パンチライン）
- 1998年 - 鈴木理子、元子役
- 1998年 - Tani Yuuki、シンガーソングライター
- 2000年 - 中島凱斗、俳優
- 2001年 - 小瀬戸らむ、アイドル（GEMS COMPANY）、Vtuber
- 2002年 - 大田愛翔、俳優
- 2003年 - 長尾しおり、元アイドル（元SUPER☆GiRLS）
- 2009年 - 三好美羽、陸上競技選手
- 生年不詳 - 五峰亜季、女優、宝塚歌劇団専科
- 生年不詳 - 植村友美、声優
- 生年不詳 - 笠原あきら[4]、声優

## 忌日

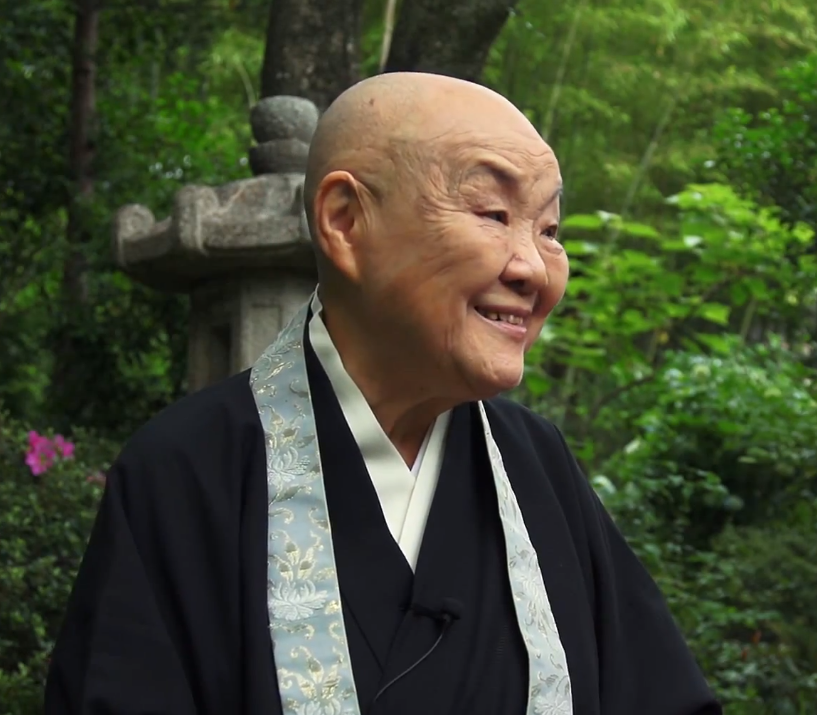
小説家、天台宗僧侶瀬戸内寂聴(1922-2021)遷化。作家として400冊以上の作品を発表。天台寺住職、比叡山延暦寺禅光坊住職、敦賀女子短期大学学長を務めた。

- 959年 - コンスタンティノス7世、東ローマ皇帝（* 905年?）
- 1187年（淳熙14年10月8日） - 高宗、中国南宋初代皇帝（* 1108年）
- 1388年（元中5年/嘉慶2年10月2日） - 春屋妙葩、僧（* 1311年）
- 1504年 - フェデリーコ1世、ナポリ王（* 1452年）
- 1550年（天文19年10月1日） - 横田高松、戦国武将
- 1573年（天正元年10月15日） - 島津勝久、薩摩国の戦国大名（* 1503年）
- 1613年（慶長18年9月27日） - 大久保忠佐、戦国武将、沼津藩主（* 1537年）
- 1630年（寛永7年10月5日） - 藤堂高虎、初代津藩主（* 1556年）
- 1641年 - 枢機卿フェルナンド、スペイン領ネーデルラント総督（* 1609年）
- 1677年 - アールト・ファン・デル・ネール、画家（* 1603年頃）
- 1699年 - オルタンス・マンチーニ、イングランド王チャールズ2世の愛妾（* 1646年）
- 1724年（享保9年9月24日） - 西川如見、天文学者（* 1648年）
- 1766年 - ウニコ・ヴィルヘルム・ファン・ヴァッセナール、作曲家（* 1692年）
- 1769年（明和6年10月12日） - 青木昆陽、蘭学者（* 1698年）
- 1773年（安永2年9月25日） - 吉益東洞、漢方医（* 1702年）
- 1778年 - ジョヴァンニ・バッティスタ・ピラネージ、版画家、建築家（* 1720年）
- 1782年 - アンナ・ドロテア・テルブッシュ、画家（* 1721年）
- 1794年 - フルィホーリイ・スコヴォロダ、哲学者（* 1722年）
- 1801年 - カール・シュターミッツ、バイオリニスト、作曲家（* 1745年）
- 1802年 - トーマス・ガーティン、水彩画家、版画家（* 1775年）
- 1803年 - ジョルジュ＝ルイ・ルサージュ、物理学者（* 1724年）
- 1805年 - フランソワ＝トマ・マリー・ド・バキュラール・ダルノー（フランス語版）、劇作家、詩人（* 1718年）
- 1856年 - ジョン・ミドルトン・クレイトン、アメリカ合衆国国務長官（* 1796年）
- 1873年 - スティーヴン・マロリー、アメリカ連合国海軍長官（* 1813年）
- 1880年 - エドウィン・ドレーク（英語版）、実業家（* 1819年）
- 1892年 - ジョージ・スペンサー＝チャーチル (第8代マールバラ公)、イギリスの貴族（* 1844年）
- 1909年 - ウィリアム・フリス、画家（* 1819年）
- 1910年 - 大塚楠緒子、歌人（* 1875年）
- 1911年 - ハワード・パイル、イラストレーター（* 1853年）
- 1917年 - マッジ・サイアーズ、フィギュアスケート選手（* 1881年）
- 1918年 - ギヨーム・アポリネール、詩人（* 1880年）
- 1924年 - ヘンリー・カボット・ロッジ、アメリカ合衆国上院議員（* 1850年）
- 1927年 - 南条文雄、仏教学者（* 1849年）
- 1929年 - 斎藤秀三郎、英語学者（* 1866年）
- 1930年 - 浅野総一郎、実業家、浅野財閥創業者（* 1848年）
- 1932年 - ナジェージダ・アリルーエワ、ソビエト連邦指導者スターリンの妻（* 1901年）
- 1937年 - ラムゼイ・マクドナルド、政治家、イギリス首相（* 1866年）
- 1938年 - ヴァシーリー・ブリュヘル、ソ連邦元帥（* 1889年）
- 1940年 - ネヴィル・チェンバレン、政治家、第60代イギリス首相（* 1869年）
- 1942年 - エドナ・メイ・オリヴァー（英語版）、女優（* 1883年）
- 1944年 - フランク・マーシャル、チェスプレーヤー（* 1877年）
- 1944年 - ラドノーティ・ミクローシュ、詩人（* 1909年）
- 1951年 - シグマンド・ロンバーグ、作曲家（* 1887年）
- 1952年 - ハイム・ヴァイツマン、政治家、化学者、初代イスラエル大統領（* 1874年）
- 1953年 - アブドゥルアズィーズ・イブン＝サウード、初代サウジアラビア国王（* 1880年）
- 1953年 - ディラン・トーマス、詩人（* 1914年）
- 1955年 - アンリ・ドロネー、元サッカー選手、審判、欧州サッカー連盟（UEFA）初代事務局長（* 1883年）
- 1959年 - 竹脇昌作、アナウンサー（* 1910年）
- 1961年 - 正田貞一郎、実業家、日清製粉創業者（* 1870年）
- 1963年 - 勝沼精蔵、医学者（* 1886年）
- 1963年 - 三枝博音、哲学者（* 1892年）
- 1966年 - 小沢治三郎、海軍軍人、第31代連合艦隊司令長官（* 1886年）
- 1967年 - チャールズ・ビックフォード、俳優（* 1891年）
- 1968年 - 石田英一郎、文化人類学者（* 1903年）
- 1970年 - 川島正次郎、政治家、元専修大学学長（* 1890年）
- 1970年 - シャルル・ド・ゴール、政治家、フランス大統領（* 1890年）
- 1971年 - モード・フィーリー（英語版）、女優（* 1883年）
- 1976年 - ロジーナ・レヴィーン、ピアニスト、ピアノ教師（* 1880年）
- 1976年 - アルマス・タイパレ、陸上競技選手（* 1890年）
- 1976年 - ゴットフリート・フォン・クラム、テニス選手（* 1909年）
- 1978年 - テレーズ・トレフエル（英語版）、化学者（* 1892年）
- 1980年 - 白井喬二、小説家（* 1889年）
- 1981年 - 荻野一、元警察官、山陽製鋼（現山陽特殊製鋼）社長（* 1898年）
- 1981年 - フランク・マリナ、航空技師、画家（* 1912年）
- 1981年 - 山川武範、プロ野球選手（* 1922年）
- 1983年 - アンドレ・シャンソン、作家、歴史学者、評論家（* 1900年）
- 1983年 - 辻寛一、政治家（* 1905年）
- 1987年 - ヴラディーミル・ルジャク、バリトン（* 1912年）
- 1988年 - 茅誠司、物理学者、小さな親切運動提唱者（* 1898年）
- 1988年 - ジョン・N・ミッチェル、元アメリカ合衆国司法長官（* 1913年）
- 1989年 - 城地豊司、政治家（* 1927年）
- 1989年 - 斉藤一之、高校野球指導者（* 1929年）
- 1990年 - 大谷四郎、サッカー選手、指導者（* 1918年）
- 1991年 - イヴ・モンタン、俳優、シャンソン歌手 （* 1921年）
- 1992年 - スヴェン・セロンイェル、元スキージャンプ、ノルディック複合選手（* 1907年）
- 1995年 - 井本臺吉、元検察官、検事総長、二代目英霊にこたえる会会長（* 1905年）
- 1995年 - ルイ・マル、映画監督（* 1932年）
- 1996年 - 油屋亮太郎、政治家、元長崎県平戸市長（* 1920年）
- 1997年 - カール・グスタフ・ヘンペル、哲学者（* 1905年）
- 1999年 - 八木義徳、小説家（* 1911年）
- 1999年 - ハーブ・エイブラムソン、音楽プロデューサー、アトランティック・レコード共同創業者（* 1916年）
- 2000年 - 志村哲良、実業家、政治家、第2代富士レイクサイドカントリー倶楽部社長（* 1926年）
- 2000年 - 東千代之介、俳優（* 1926年）
- 2000年 - 茶川一郎、俳優（* 1927年）
- 2000年 - あさのりじ、漫画家、イラストレーター（* 1938年）
- 2001年 - 金光邦三、弁護士、政治家、初代魚津市長（* 1897年）
- 2001年 - ジョヴァンニ・レオーネ、政治家、第6代イタリア大統領（* 1908年）
- 2001年 - ナンシー・ウィン・ボルトン、テニス選手（* 1916年）
- 2001年 - 千葉耕市、声優、音響監督 （* 1931年）
- 2002年 - ヤン・フルスケル、美術史研究者（* 1907年）
- 2002年 - アドリアン・エッシュバッハー、ピア二スト（* 1912年）
- 2002年 - ウィリアム・シュッツ（英語版）、心理学者（* 1925年）
- 2003年 - 井口小夜子、歌手（* 1914年）
- 2003年 - アート・カーニー、俳優、コメディアン（* 1918年）
- 2004年 - 三好和夫、医師（* 1914年）
- 2004年 - 尾崎真義、ラグビー選手（* 1940年）
- 2004年 - スティーグ・ラーソン、ジャーナリスト、作家（* 1954年）
- 2004年 - アイリス・チャン、ジャーナリスト（* 1968年）
- 2005年 - 岩持静麻、政治家、第六代全国農業協同組合中央会会長（* 1919年）
- 2005年 - 小野光洪、政治家、実業家（* 1920年）
- 2005年 - コチェリル・ラーマン・ナラヤナン、政治家、第10代インド大統領（* 1921年）
- 2005年 - 湯浅泰雄、哲学者、桜美林大学名誉教授（* 1925年）
- 2005年 - 佐藤庄平、将棋棋士（* 1933年）
- 2006年 - マリアン・マーシュ、女優（* 1913年）
- 2006年 - マルクス・ヴォルフ、対外諜報機関HVA（ドイツ語版）長官（* 1923年）
- 2007年 - 天城一、小説家、数学者（* 1919年）
- 2007年 - 松下和則、フランス文学者、東京大学名誉教授（* 1919年）
- 2008年 - 佐田武夫、実業家（* 1925年）
- 2008年 - 前田竹千代、コメディアン（チャンバラトリオ）（* 1952年）
- 2009年 - 林翔、俳人（* 1914年）
- 2009年 - アル・セルヴィ、元プロバスケットボール選手（* 1917年）
- 2011年 - ハー・ゴビンド・コラナ、分子生物学者、ノーベル生理学・医学賞受賞者（* 1922年）
- 2011年 - 黒沢良、声優、俳優（* 1930年）
- 2012年 - 東條輝雄、航空技術者、実業家、三菱自動車工業元社長（* 1914年）
- 2013年 - 三木谷良一、経済学者（* 1929年）
- 2013年 - 里見たかし、俳優、松竹新喜劇俳優（* 1931年）
- 2014年 - アンネマリー・ブフナー（英語版）、アルペンスキー選手、1952年オスロオリンピック銀・銅メダリスト（* 1924年）
- 2014年 - 秋葉英則、心理学者、元大阪健康福祉短期大学学長、大阪教育大学名誉教授（* 1941年）
- 2015年 - アンディ・ホワイト、ドラマー（* 1930年）
- 2015年 - トミー・ハンソン、プロ野球選手（* 1986年）
- 2016年 - 石黒修、元プロテニス選手（* 1936年）
- 2016年 - 石垣正夫、政治家、元岡山県新見市長（* 1941年）
- 2017年 - 桜井新、政治家、第30代環境庁長官（* 1933年）
- 2017年 - 瀬戸口勉、騎手、調教師（* 1936年）
- 2017年 - 上畑鉄之丞、医学者、旧国立公衆衛生院名誉教授（* 1940年）
- 2018年 - 森比左志、児童文学作家、翻訳家（* 1917年）
- 2018年 - 山岡耕筰[6]、バイオリニスト、元三室戸学園理事（* 1935年）
- 2018年 - 藤井弘、元プロ野球選手・指導者（* 1935年）
- 2019年 - 原野和夫、実業家、元時事通信社社長、元パシフィック・リーグ会長（* 1928年）
- 2019年 - エリオ・ボンコンパーニ、指揮者（* 1933年）
- 2019年 - 桂三金、落語家（* 1971年）
- 2020年 - 金昌圭、元軍人、実業家、政治家（* 1920年）
- 2020年 - 佐藤敬夫、政治家（* 1935年）
- 2020年 - 坪井一宇、政治家（* 1939年）
- 2020年 - 兵頭克盛[7]、実業家、元タキロン（現タキロンシーアイ）社長（* 1948年）
- 2021年 - 瀬戸内寂聴、小説家、僧侶（* 1922年）
- 2021年 - 河本武[8]、実業家、元ユーハイム社長（* 1942年）
- 2022年 - 鮑彤、政治家、元中華人民共和国中央委員（* 1932年）
- 2022年 - レ・リュー、作家（* 1942年）
- 2022年 - ガル・コスタ、歌手（* 1945年）
- 2023年 - デイヴィド・ゴティエ、哲学者、ピッツバーグ大学名誉教授（* 1932年）
- 2023年 - 佐藤正英、宗教学者、倫理学者、東京大学名誉教授（* 1936年）
- 2023年 - ユハ・レイヴィスカ、建築家、デザイナー（* 1936年）
- 2023年 - 大橋純子、歌手（* 1950年）
- 2023年 - ジョン・トゥービー、人類学者（* 1952年）

## 記念日・年中行事
- ウクライナ語の日（ ウクライナ）
- 独立記念日（ カンボジア）
1953年のこの日、カンボジアがフランスから独立した。
- ムハンマド・イクバール誕生日（ パキスタン）
詩人・哲学者で、1930年に初めてインドにおけるイスラム国家樹立を主張したムハンマド・イクバールの1877年の誕生日を記念。
- 発明家の日（ ドイツ・ オーストリア・ スイス）
オーストリア出身の女優で発明家のヘディ・ラマーの1914年の誕生日を記念。
- 運命の日（ ドイツ）
ドイツの20世紀史上、重大事件がしばしば起きた特異日としての11月9日。特異日#政治史
- 換気の日（ 日本）
日本電機工業会が1987年に制定。「いい(11)く(9)うき」（いい空気）の語呂合せ。
- 119番の日（ 日本）
消防庁が1987年に制定。消防の緊急通報用電話番号が119番であることから。また、この日から11月15日までの1週間は秋の全国火災予防運動が行われる。
- 太陽暦採用記念日（ 日本）
明治5年11月9日（旧暦）に、それまでの太陰太陽暦をやめて太陽暦を採用するという布告が行われたことに由来。